# 織田信高 (旗本)
織田 信高（おだ のぶたか）は、江戸時代前期の旗本。別名は信輝。通称は三左衛門、主水。織田信行、明智光秀の曾孫。

## 生涯
織田昌澄の次男として誕生した。
寛永18年（1641年）12月4日、家督を相続する。寛永19年（1642年）10月1日、3代将軍・徳川家光に御目見する。
延宝4年（1676年）9月26日、死去。

## 系譜
子女は3男2女。
- 父：織田昌澄
- 母：安西氏娘
- 正室：佐々木氏娘
- 生母不明の子女
  - 次男：織田信成
  - 三男：織田信英 - 分家
  - 長女：富永参泰室